# Serge Lapébie
Pour les articles homonymes, voir Lapébie.
Serge Lapébie, né le 9 juin 1948 à Neuilly-sur-Seine et mort le 2 octobre 1991 à Auvillar, est un ancien coureur cycliste professionnel français.

## Biographie
Serge Lapébie est le fils de Guy Lapébie et le neveu de Roger Lapébie, eux-mêmes anciens coureurs cyclistes professionnels. 
Il se tourne lui-même vers le cyclisme, suivant les conseils de son père. Il obtient plusieurs succès dans les rangs amateurs, comme Paris-Vierzon en 1969, puis passe professionnel en 1970 au sein de l'équipe Sonolor-Lejeune. Ses deux premières saisons, perturbées par une blessure à l'épaule consécutive à une chute sur Paris-Roubaix, sont décevantes. En 1972, il intègre l'équipe Bic, dirigée par Maurice De Muer. Il remporte notamment le Grand Prix de Saint-Raphaël. En 1974, il chute lourdement lors de l'arrivée de la 1re étape du Grand Prix du Midi libre, à cause d'une voiture mal garée. Malgré un retour à la compétition, il prend sa retraite deux ans plus tard. 
Dès lors, il assure la gestion de l'hôtel-restaurant créé par son père au col de Menté, transformé en centre de vacances pour le comité d'entreprise du groupe Pernod Ricard. Il s'engage également dans l'organisation de l'épreuve cyclosportive « La Lapébie », à Bagnères-de-Luchon. 
Il meurt dans un accident de voiture le 2 octobre 1991, au retour d'une remise de récompenses de cette épreuve. 
Il est enterré au cimetière de la Chartreuse à Bordeaux.

## Palmarès

### Palmarès amateur
- 1964
  -  Champion de France de vitesse cadets
- 1965
  - Bordeaux-Arcachon
- 1967
  - 3e étape des Deux Jours cyclistes de Machecoul
  - Nantes-La Rochelle
  - 2e du Grand Prix d'Espéraza
- 1968
  - Circuit du Bocage vendéen
  - 5e étape des Quatre Jours de Vic-Fezensac
  - 5e étape du Tour de Grèce
  - Angoulême-La Rochelle
  - Nantes-La Rochelle
- 1969
  - 3e étape du Ruban granitier breton
  - Paris-Vierzon :
    - Classement général
    - 1re étape

  - 2e et 4e étapes du Tour du Béarn
  - 2e du Tour de l'Yonne

### Palmarès professionnel
- 1970
  - 3e étape du Tour du Nord
- 1971
  - 2e du Grand Prix de Saint-Tropez
- 1972
  - Grand Prix de Saint-Raphaël
- 1973
  - 2e du Prix de Bessèges
  - 3e de la Route nivernaise